# Anthropos (Zeitschrift)
Anthropos – internationale Zeitschrift für Völker- und Sprachenkunde ist eine seit 1906 erscheinende wissenschaftliche Zeitschrift. Sie umfasst die Fächer Anthropologie, Ethnologie, Linguistik und Religionswissenschaft.

## Geschichte
Der römisch-katholische Geistliche, Sprachwissenschaftler und Ethnologe Wilhelm Schmidt gründete die Zeitschrift im Jahr 1906 im Missionshaus St. Gabriel bei Wien im Rahmen der Arbeit der Steyler Missionare (SVD = Societas Verbi Divini). Wichtige Unterstützung leistete ihm dabei der langjährige Redakteur Ferdinand Hestermann.

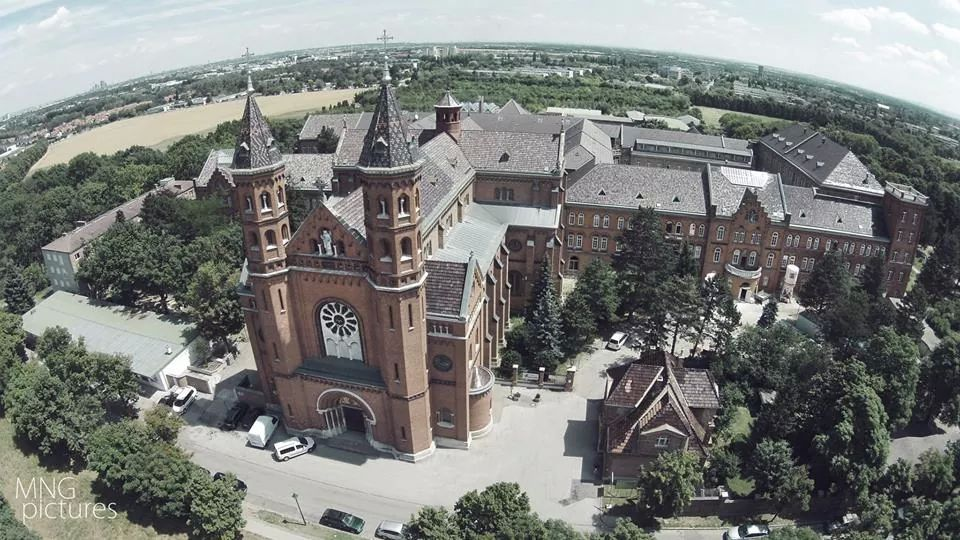
Missionshaus S.Gabriel

Finanziell wurde das Projekt von der Österreichischen Leo-Gesellschaft und der Görres-Gesellschaft in Deutschland unterstützt.
Ursprünglich wurde die Zeitschrift mit Beiträgen aus der katholischen Missionsarbeit gespeist. Die Artikel erschienen zuerst auf Deutsch, Englisch, Französisch, Spanisch, Italienisch, Latein; später kamen noch weitere Sprachen hinzu.
Bald nach ihrem Erscheinen wurde Anthropos zu einem der einflussreichsten Veröffentlichungsorgane in der Ethnologie und Anthropologie überhaupt. Nicht nur klerikale Gelehrte lobten das Blatt, selbst der als ausgesprochener Kirchengegner bekannte Ethnologe Arnold van Gennep pries die Zeitschrift als erstrangig.
Neben der Zeitschrift gründete Schmidt 1909 eine ethnologische und Hestermann 1914 eine linguistische Schriftenreihe – die Anthropos-Bibliothek.
Schmidt gründete 1931 zusammen mit Martin Gusinde, Paul Schebesta und Wilhelm Koppers das Anthropos-Institut, das fortan als Herausgeber der Zeitschrift fungierte.
Ferdinand Hestermann hatte den Orden inzwischen verlassen, sei aber, laut Quellen aus der Zeit unmittelbar nach dem Ende des Zweiten Weltkrieges, an der Übersiedelung des Instituts 1938 – nach dem Anschluss Österreichs – nach Posieux bei Fribourg in der Schweiz und zugleich Rettung der Anthropos-Bibliothek vor den Nationalsozialisten beteiligt gewesen. Papst Pius XI. wollte das Anthropos-Institut zunächst im Vatikan neu einrichten. Schmidt lehnte das Angebot jedoch ab, weil die faschistische Regierung Italiens sein Buch Rasse und Volk, das 1938 ins Italienische übersetzt worden war, als Folge des sogenannten Rassenmanifestes, verboten hatte.
Seit 1962 hat das Anthropos Institut seinen Sitz in Sankt Augustin bei Bonn. Die Steyler Missionare hatten beschlossen das Institut dorthin zu verlegen, um es näher an die Universitäten Köln und Bonn anzuschließen.

## Heutiges Format

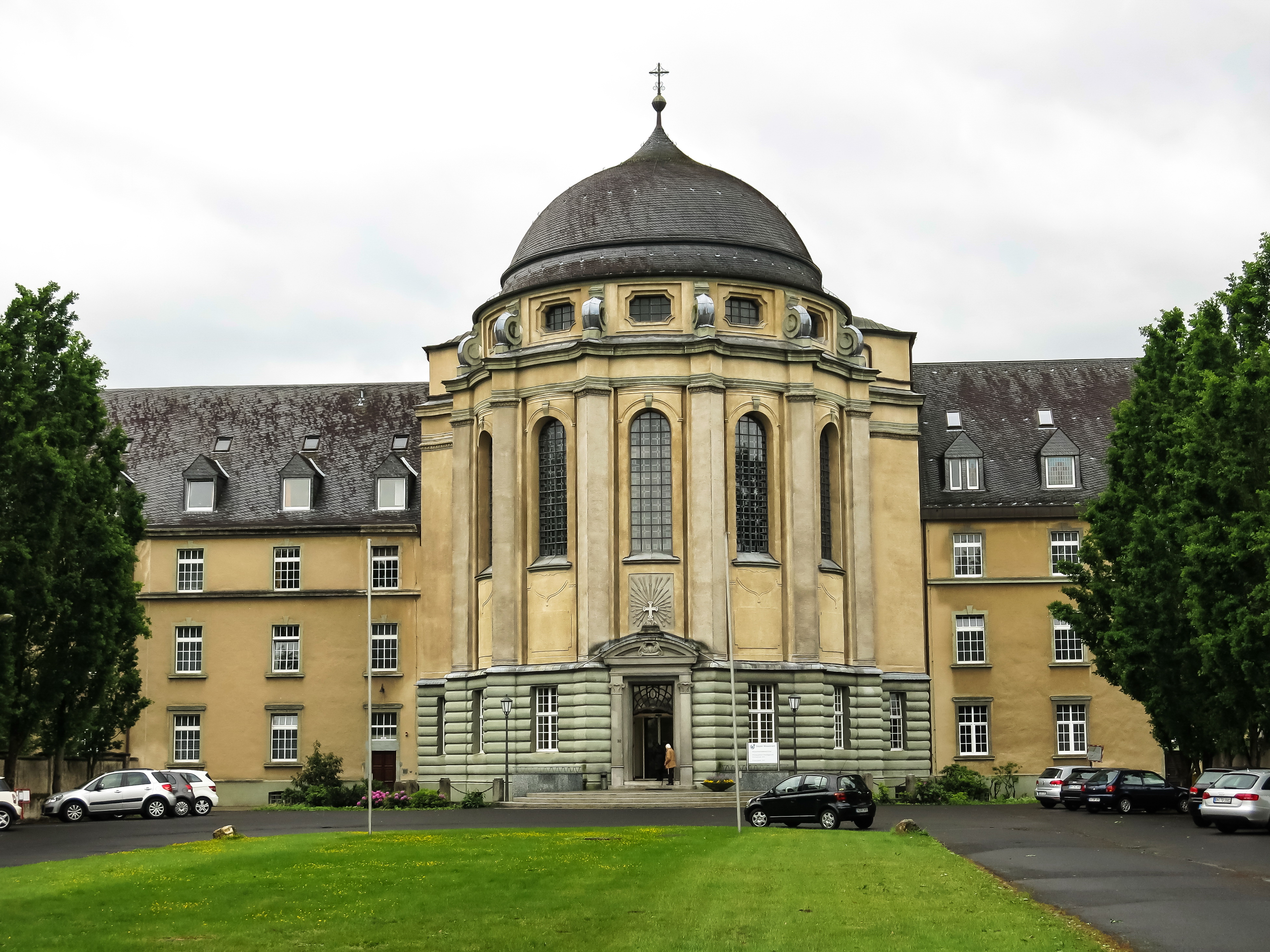
Missionshaus St. Augustin, der heutige Sitz des Anthropos Instituts

Anthropos gilt heute als wichtige Fachzeitschrift der allgemeinen Ethnologie. Sie erscheint zweimal jährlich mit insgesamt ca. 700 Seiten und wird immer noch vom Anthropos Institut herausgegeben, das sich bis heute in Sankt Augustin befindet.
Inzwischen erscheinen die Artikel vornehmlich in englischer, daneben in deutscher, französischer, spanischer und portugiesischer Sprache.